# Patrimonio artístico y monumental de la provincia de Almería
El territorio que ocupa la provincia de Almería ha estado poblado por humanos desde tiempos inmemoriales, como así lo testifican los numerosos hallazgos arqueológicos que se reparten por toda la geografía provincial.
Existen escasas pero probadas evidencias de la presencia humana en la provincia desde el Paleolítico Medio,  como lo prueban los trabajos que los ingenieros hispano-belgas Enrique y Luis Siret realizaron en el sureste español durante la segunda mitad del siglo XIX e inicios del XX, y desde este momento, todas las civilizaciones y culturas que han ido poblando estas tierras han ido dejando su legado para pasar a formar parte del patrimonio histórico y cultural no sólo de los almerienses, sino de toda la humanidad, como lo testifica la inclusión de muchos de estos tesoros como parte del Patrimonio Histórico Andaluz y de algunos de ellos, concretamente de las pinturas rupestres del arco mediterráneo español como integrantes del Patrimonio Mundial de la Humanidad.

## Legado Prehistórico

### El Paleolítico
Las Cuevas de Zájara eran dos abrigos naturales ubicados muy próximos entre sí sobre el altozano que les da nombre. A pesar de la proximidad, la  conocida como Cueva I fue habitada algunos milenios antes que la llamada Cueva II. 
En efecto, los restos de herramientas encontrados en ella son típicos de la cultura Musteriense que caracteriza a los Hombres de Neandertal (Homo neanderthalensis) que habitaron gran parte de Eurasia hace entre 230.000 y 29.000 años.
Par su parte, las evidencias primitivas más antiguas de la vecina Cueva de Zájara II corresponden a la cultura Perigordiense, aunque existan también de fechas posteriores, posiblemente extraídas de niveles superiores.
Rascadores, buriles, puntas y truncaduras fueron los instrumentos más abundantes en las excavaciones, que en su mayoría se encuentran en el Museo Arqueológico de Almería y el Museo Arqueológico Nacional en Madrid, existiendo además algunos ejemplares en otros de Europa y el resto del planeta.
A diferencia de las dos anteriores, que desaparecieron con posterioridad a los trabajos arqueológicos de Luis Siret, sí existe aún la Cueva de Ambrosio, ubicada en el término municipal de Vélez-Blanco. Se trata de otro yacimiento rico en material datado en el Paleolítico Superior.
Su descubrimiento se atribuye a Breuil y Federico de Motos, aunque no está claro aún si se trata de la misma Cueva del Tesoro descrita por Siret o son dos abrigos distintos.
Han sido varias las campañas de estudio a que se ha sometido este yacimiento a lo largo del siglo XX, sin que hasta el momento se hayan publicado todos los trabajos. En ellos se han encontrado herramientas características de la cultura Solutrense que ha ido evolucionando hasta el Eneolítico de los niveles de estratificación superiores.
Otro de los yacimientos paleolíticos estudiados por Siret, fue el del Cerro del Serrón, próximo a la pedanía de Jauro en Antas, en el que se hallaron buriles y rescadores de distintas culturas de la época, concretamente Perigordiense, Auriñaciense y Solutrense. 
En el término municipal de Lubrín, la Cueva de los Morceguillos también nos ha dejado rastro del legado histórico de los almerienses del Paleolítico Superior. Puntas, buriles, raspadores y perforadores son algunos de los instrumentos encontrados, representantes de la cultura Solutrense. 
La Cueva Humosa, en el término municipal de Olula del Río es otro de los hallazgos arqueológicos correspondientes a la cultura Perigordiense encontrados en la provincia de Almería

### El Neolítico
La evolución cultural de las sociedades humanas fue el resultado de los aumentos de las poblaciones. En muchos de los yacimientos de la provincia de Almería pueden evidenciarse de forma estratificada, cómo unas culturas iban solapando a las anteriores traduciéndose en la estratificación de los yacimientos que conocemos en la actualidad.
Así, el paso de un periodo histórico a otro puede estudiarse en muchos de los yacimientos referidos como una sucesión de culturas en las que fueron evidenciándose los avances tecnológicos que conlleva la evolución.
En la Cueva de Ambrosio se ha hallado un nivel representante de la cultura Epipaleolítica, así como enterramientos propios del Neolítico en el fondo del abrigo, mientras que en la del Cerrón y el conocido como El Garcel, también en Antas, se describen instrumentos característicos del Mesolítico. 
Las pinturas rupestres del arco mediterráneo español son de incalculable valor histórico, y ello les ha valido la consideración de ser incluidas por la Unesco entre los bienes del Patrimonio Mundial de la Humanidad. Algunas de estas manifestaciones artísticas prehistóricas en la provincia son sobradamente conocidas a nivel popular, como ocurre con la Cueva de los Letreros en Vélez-Blanco, pero existen además otros yacimientos contemporáneos menos conocidos aunque no menos interesantes. La Cueva de Palo en Serón y la del Castillico en Cóbdar, son dos ejemplos.

### La Edad del Cobre

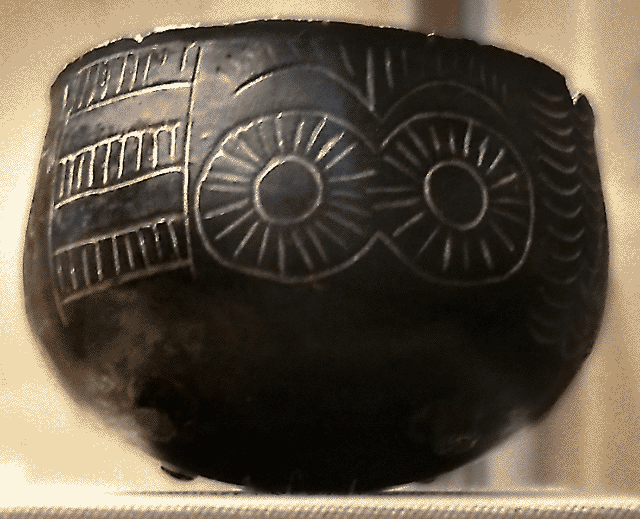
Cuenco de la civilización de Los Millares.

La Almería de la Edad del Cobre o Calcolítico vio florecer una civilización próspera a orillas del río Andarax: Los Millares. Toma el nombre esta civilización del paraje en el que se asienta el poblado principal, en el término municipal de Santa Fe de Mondújar, aunque el área de protección como Bien de Interés Cultural abarca además otras evidencias humanas tanto en este municipio como en el vecino Gádor. 
Pero no es éste el único vestigio reseñable que dejaron estos humanos en la provincia. La zona arqueológica del Cerro del Mojón en los términos municipales de Chercos, Tahal y Macael, la del paraje de Las Pilas en Mojácar, la de Ciavieja en El Ejido o la del despoblado de Almizaraque en la pedanía cuevana de Las Herrerías.

### La Edad del Bronce
Tras este periodo siguió la Edad del Bronce, y con ella apareció otra de las más características sociedades humanas prehistóricas en el sureste de la península ibérica: la civilización argárica, que toma su nombre de uno de los parajes en los que se produjeron los primeros hallazgos, en el término municipal de Antas, se trata de los yacimientos de El Argar y La Gerundia. Una de las peculiaridades arqueológicas de esta primitiva cultura es la conocida como copa argárica, una copa de pie alto y boca ancha con superficies tratadas muy cuidadosamente. Otros yacimientos arqueológicos representativos en la provincia son el del Lugarcico Viejo, también en Antas, el de Fuente Álamo en la vecina Cuevas del Almanzora y el del Peñón de la Reina en Alboloduy.

## El patrimonio de la Antigüedad

### Las colonias fenicias
Ya empezado el último siglo antes del nacimiento de Jesucristo, civilizaciones más desarrolladas, procedentes del Mediterráneo fueron asentándose en las costas almerienses y fundando colonias como Abdera (Adra) o Bari (Villaricos) que supusieron el comienzo de la expansión púnica en el sureste español. Además de los restos arqueológicos de ambos puertos comerciales, los cartagineses dejaron testimonio de su paso por la provincia en Vera, Dalías y la comarca de los Vélez.

### La huella de los iberos
Pero antes de que estos comerciantes norteafricanos arribaran a las costas españolas, los iberos ya habitaban la península, y en esta provincia andaluza dejaron constancia de su presencia en la Zona arqueológica de El Chuche (Benahadux), identificada con la histórica Urci, la necrópolis de Boliche, el asentamiento de Alba Bastetanorum, (actualmente Abla) y el de El Cerrón (Dalías), además de otros yacimientos menos relevantes. 
El conocido como Plomo de Gádor es una de las pocas evidencias existentes de inscripciones iberas.

### La Almería romana

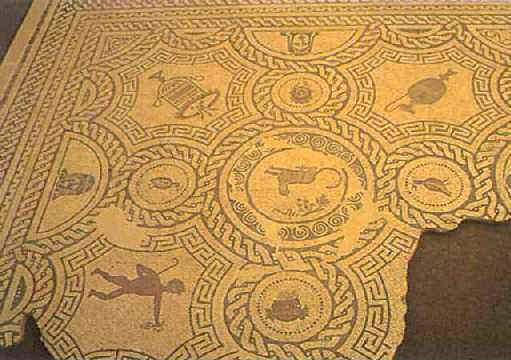
Mosaico romano en Ciavieja.

Muchas y muy variadas son las evidencias que dejaron los romanos a su paso por el sureste español. Existen dos conjuntos arqueológicos especialmente reseñables por la gran cantidad de material proporcionado así como por su relativamente buen estado de conservación. Se trata del Cerro de Villavieja, la antigua Vergi, (Berja), en el que existe un anfiteatro, aún bajo tierra. y el de Ciavieja donde se evidencian los restos de la romana Murgi, cerca de El Ejido. 
Además de estos dos conjuntos arqueológicos, son muchas las construcciones legadas por la civilización latina de las que existen evidencias en la actualidad. 
- Entre ellas las hay de carácter funerario como el mausoleo de El Daymún, próximo a El Ejido;
- de carácter artesanal como las salinas y fábricas de salazones existentes en numerosos puertos como el de Adra, Torregarcía o el importante Portus Magnus (en la capital, es posible contemplar estos restos cuando se pasea por el parque de Nicolás Salmerón);
- de carácter civil como el puerto de Guardias Viejas, el acueducto de Carcauz en Vícar, los puentes de Alhama de Almería y Bayanna y las calzadas que en algunos tramos del trazado original aún son patentes;
- e incluso de carácter lúdico como las termas que aún hoy están en uso en el balneario de Sierra Alhamilla de Pechina.

Como muestra del esplendor de este periodo histórico en esta provincia andaluza, pueden citarse algunos tesoros hallados en estos yacimientos: el sarcófago encontrado en Berja, el mosaico del yacimiento de Ciavieja y la estatua de Dionisios hallada en Chirivel.

## Los tesoros del Medievo
El legado que bizantinos y visigodos dejaron en la provincia de Almería es insignificante. La mayor parte de las construcciones que unos y otros realizaron fueron demolidas o transformadas durante la verdadera época de esplendor de estas tierras: la dominación islámica.

### Arquitectura militar
La arquitectura medieval en la provincia está representada mayoritariamente por numerosas fortificaciones y construcciones defensivas que han llegado a nuestros días en distinto estado de conservación.
Ya desde el inicio de la islamización de la península ibérica, la construcción de este tipo de edificaciones se hizo imprescindible. La guerra entre los contendientes de ambas religiones, los disturbios internos en uno y otro bando y los ataques de los piratas en las poblaciones costeras, eran razones poderosas para acometer tales empresas.
La ciudad de Al-Mariyya, surgida como apoyo estratégico y defensivo de la histórica Bayanna, (actual Pechina), se convirtió durante el Califato de Córdoba en uno de los más importantes puertos del Mediterráneo, eclipsando a la vecina ciudad de origen romano y al resto de enclaves históricos de la zona.

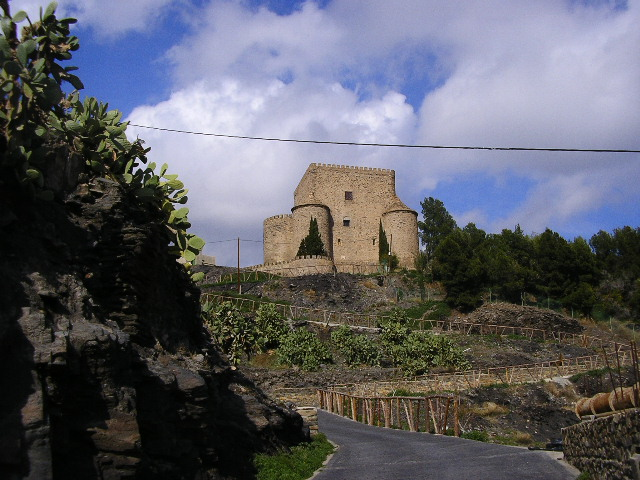
Castillo medieval de Gérgal.

La construcción de murallas, puertas y torres hicieron de la capital almeriense una ciudad fortificada en la que, la Alcazaba es sin duda alguna el monumento más notorio de cuantas edificaciones militares dejaron de legado en la provincia los pobladores de Al-Ándalus. Las murallas árabes de Jayrán y las de la ciudad califal o de la Medina, y las cristianas, más recientes, Cerro de San Cristóbal, permanecen en pie parcialmente en algunos enclaves de la ciudad.
Y de igual manera, por toda la provincia aparecen numerosos restos de fortificaciones medievales, tanto de origen musulmán como cristiano que, en la mayor parte de los casos se asientan sobre otras edificaciones similares construidas por civilizaciones precedentes.
Son de origen islámico las alcazabas de Tabernas y Fiñana.y el castillo de Serón, mientras que los de Vélez-Blanco y Gérgal son edificios cristianos aunque, edificados sobre fortalezas del periodo andalusí.